# Happiness (песня Тейлор Свифт)
«Happiness» (с англ. — «Счастье»; стилизовано строчными буквами) — песня американской певицы и автора-исполнителя Тейлор Свифт. Вышла 11 декабря 2020 года на лейбле Republic Records в качестве седьмого трека девятого студийного альбома Evermore. Песня была написана Свифт и Аароном Десснером, который спродюсировал её, используя инструментальный трек, написанный им в 2019 году. В среднетемповой эмбиент-балладе «Happiness» звучат фортепиано, гитара и синтезаторные инструменты, создаваемые медленным дроном, который нарастает. Её текст повествует о том, как рассказчик обретает счастье после развода.
Критики дали «Happiness» в целом положительные отзывы, похвалив его за авторство песен Свифт, тексты и продюсирование. Некоторые назвали трек изюминкой альбома Evermore и одной из лучших песен Свифт во всем её каталоге. В коммерческом плане «Happiness» занял 33-е место в Billboard Global 200 и вошёл в чарты Австралии, Канады, Португалии, Великобритании и США. Песня получила золотой сертификат от Австралийской ассоциации звукозаписывающей индустрии (ARIA).
23 июля 2024 года в рамках Eras Tour в Гамбурге Свифт исполнила «Happiness» в качестве второй песни-сюрприза на фортепиано.

## История и релиз
24 июля 2020 года американская автор-исполнительница Тейлор Свифт выпустила свой восьмой студийный альбом Folklore, имевший успех у критиков и в продаже.
Тейлор Свифт задумала Folklore как набор мифопоэтических визуальных образов в её сознании, результат её воображения, «разгулявшегося» во время пандемии COVID-19. Чтобы утолить своё желание исследовать больше «фольклорные леса», которые она визуализировала в своём разуме, Свифт немедленно разработала другой альбом как убедительный аналог Folklore, названный Evermore.
25 ноября 2020 года Свифт и соавторы и сопродюсеры альбома, включая впервые сотрудничавшего с ней Аарона Десснера, собрались в студии Long Pond в Гудзон-Вэлли, чтобы снять документальный фильм о концерте под названием Folklore: The Long Pond Studio Sessions, который был выпущен на Disney+. Они продолжили писать песни в Long Pond, причём Свифт писала тексты к инструментальным трекам Десснера — процесс, который присутствовал в большинстве песен, над которыми они работали в Folklore. В результате их сессий получился проект, который стал естественным продолжением альбома и превратился в Evermore. Подобно запуску Folklore, Свифт сделала неожиданное объявление о Evermore 10 декабря 2020 года и выпустил его на следующий день.
«Happiness» стала последней песней, написанной для альбома. Десснер работал над композицией с 2019 года и полагал, что это будет трек для Big Red Machine, его группы с Джастином Верноном. Однако Свифт восхитилась инструменталом и в итоге дописала текст. Она и Десснер написали песню за несколько дней до завершения работы над альбомом, и она совпала по времени записи с «You Belong with Me (Taylor’s Version)» — треком для её первого перезаписанного альбома Fearless (Taylor’s Version) (2021) — в тот же день. Песня была записана Десснером и Джонатаном Лоу в студии Long Pond, а вокал был записан Робином Бэйнтоном в Scarlet Pimpernel Studios в Великобритании. Микширование было выполнено Лоу в Long Pond, а мастеринг — Грегом Калби и Стивом Фаллоне в Sterling Sound в Эджвотере, Нью-Джерси.
«Happiness» — седьмой трек альбома Evermore, выпущенного лейблом Republic Records 21 декабря 2020 года. Он вошёл в хит-парады Канады (№ 24), Австралии (37), и Португалии (142). В США песня дебютировала и достигла высшей позиции на 54-м месте в Billboard Hot 100, где увеличила общее количество записей Свифт до 128. В чарте Hot Rock & Alternative Songs песня «Happiness» достигла девятого места и продержалась там десять недель. В чарте по итогам 2021 года она заняла 58-е место. В других чартах песня достигла 66-го места в чарте потокового аудио Соединённого Королевства и 33-го места в Billboard Global 200. Она получила золотой сертификат от Австралийской ассоциации звукозаписывающей индустрии (ARIA), достигнув тиража в 35 000 единиц.
Свифт исполнила песню в качестве «песни-сюрприза» на шоу Eras Tour 23 июля 2024 года в Гамбурге (Германия) в рамках мэшапа с «We Were Happy» из альбома Fearless (Taylor’s Version) (2021).

## Композиция

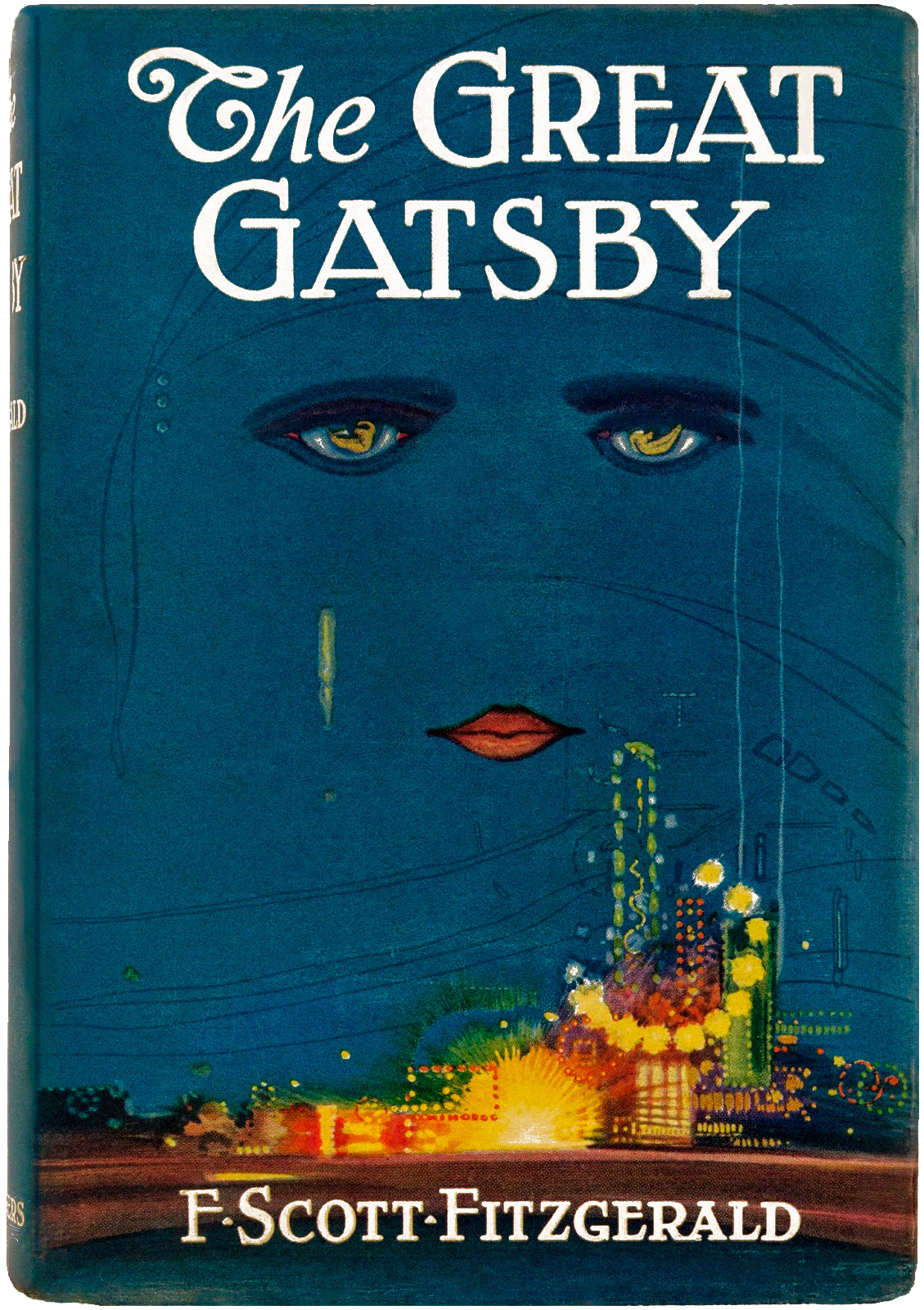
В «Happiness» есть отсылки к роману 1925 года «Великий Гэтсби»

«Happiness» — среднетемповая, эмбиентная баллада. Её продолжительность составляет пять минут и пятнадцать секунд, и это самая длинная песня на Evermore. В композиции использованы фортепиано, гитара и синтезаторные инструменты с мягким, нарастающим дроном. По словам критика The New York Times Джона Парелеса, песня включает «церковные тона органа». В ней также звучат акустическая, бас- и электрогитары, ударная установка, клавишные, скрипка, программированные биты и хай-хэты. Сара Карсон из газеты i и Илана Каплан из i-D описали песню как «гимническую», а Клэр Шаффер из Rolling Stone сочла, что композиция напоминает американскую электронную группу Chromatics.
Лирика рассказывает о том, как рассказчик обретает счастье после развода. Том Брейхан из Stereogum сказал, что рассказчик в песне находится в «середине разрыва». Рассказчик пытается утешить кого-то другого, одновременно делая это с собой: («Будет счастье после тебя / Но было счастье из-за тебя / Обе эти вещи могут быть правдой / Есть счастье»). Лирика включает готические и макабрические образы: («После крови и синяков / После проклятий и криков / За ужасом в сумерках / Призрачный взгляд в моих глазах»). В других местах текста песни звучат темы прощения, личной истории и взгляда на другого человека. Песня также содержит отсылки к роману «Великий Гэтсби» Ф. Скотта Фицджеральда 1925 года. В рецензии на Pitchfork Сэм Содомски сказал, что «нехарактерная отстранённость» некоторых текстов «говорит о том, что она стремится к более стоическому, отстранённому письму».

## Отзывы
Песня «Happiness» получила в целом положительные отзывы критиков, некоторые из которых сочли её изюминкой Evermore и одним из лучших произведений Свифт в её каталоге. Многие высоко оценили авторскую работу Свифт. Том Брейхан из Stereogum назвал песню «мастерским произведением звукозаписи и написания песен» и выбрал её в качестве примера того, как Свифт может заставить личные песни звучать грандиозно. Нина Шааршмидт из Atwood Magazine сказала, что в «Happiness» она передала «сердечную боль и смешанные чувства в лучшем виде». Патрик Райан из USA Today сказал, что песня обладает «той элегантной простотой, которая делает авторство Свифт неизменно удивительным». Константинос Паппис из журнала Our Culture Mag также заявил, что чувства, заложенные в тексте, «сделали её повествование таким убедительным». Анджела Моррисон из Exclaim! написала, что в песне звучит один из самых зрелых текстов Свифт на сегодняшний день, а Шаффер считает, что это более зрелое направление для неё. Лорен ДеХоллогн из Clash сказала, что «уровень зрелости песни […] делает трек ещё более разрушительным». Автор журнала The Hits Холли Глисон высказала мнение, что трек отошёл от горьких чувств Свифт в прошлых песнях. Музыкальный журналист The Guardian Алекс Петридис считает «Happiness» песней, демонстрирующей её мастерство в исследовании характеров, и полагает, что горькие тексты песни более назидательны, чем те, которые она написала для своего альбома 2017 года Reputation.
Несколько критиков также высоко оценили текст песни. Джон Брим из Star Tribune назвал её «призрачным, тихим размышлением» об угасающей романтике. Лоундес Шааршмидт из Atwood Magazine считает её лирическим украшением Evermore: «Песня в целом вселяет надежду, это прекрасное отражение того, что когда-то было, и смелый взгляд вперёд на то, что может быть». Салони Гаджар из The A.V. Club сказала, что трек является одним из самых сокрушительных на Evermore из-за его «странно обнадёживающей» лирики. Также из The A.V. Club музыкальный журналист Энни Залески выбрала «Happiness» как один из «самых пронзительных» треков альбома. Джейсон Липшутц из Billboard отметил, что это одна из самых «жестоких песен о расставании». Автор Slate Карл Уилсон нашёл текст песни в сочетании с вокалом Свифт «ужасно чертовски правильным». В менее позитивном ключе Роб Харвилла из The Ringer считает песню одним из самых «неуклюжих» треков альбома, а Спенсер Корнхабер из The Atlantic критикует текст за то, как Свифт смешивает метафоры, пока они не сгущаются вместе.
Некоторые критики положительно оценили её исполнение и звуковой ландшафт. Содомский считает, что в этой песне Свифт отходит от основательных повествований альбома и вместо этого использует музыку для демонстрации своего эмоционального резонанса. Липшутц также выбрал «Happiness» в качестве одной из песен Evermore, в которой эмоциональным крючком служит её постановка, и нашёл, что она имеет одну из самых «витиеватых» аранжировок альбома. Эллен Джонсон из Paste считает песню одним из треков, представляющих Evermore как спокойный, интимный альбом. Гаджар сказал, что в ней есть «зрелый, меланхоличный дух», который «возвышается благодаря неземному вокалу Свифт». Аллер Нусс из Entertainment Weekly написал, что припев лучше всего «передаёт суть альбома», а Харвилла сказал, что песня обладает «поразительной безмятежностью».

## Участники записи
По данным буклета и Pitchfork
.
- Тейлор Свифт — вокал, автор песен
- Аарон Десснер — автор песен, продюсер, программирование ударных, клавишные, синтезатор, фортепиано, акустическая гитара, бас-гитара, электрогитара, звукозапись
- Брайс Десснер — оркестровка
- Джей Ти Бейтс — ударная установка, запись
- Кайл Резник — запись
- Райан Олсон — генератор хай-хэта Allovers, запись
- Томас Бартлетт — синтезатор, клавишные, запись
- Юки Нумата Резник — скрипка
- Робин Бэйнтон — запись вокала
- Джонатан Лоу — сведение, запись
- Грег Калби — мастеринг
- Стив Фэллон — мастеринг

## Чарты
| Чарт (2020—2021)                             | Высшая позиция |
| -------------------------------------------- | -------------- |
| Австралия (ARIA)                             | 37             |
| Канада (Billboard Canadian Hot 100)          | 24             |
| Мир (Billboard Global 200)                   | 33             |
| Португалия (AFP)                             | 142            |
| Великобритания (OCC UK Audio Streaming)      | 66             |
| США (Billboard Hot 100)                      | 52             |
| США (Billboard Hot Rock & Alternative Songs) | 9              |

### Годовые итоговые чарты
| Чарт (2021)                                  | Позиция |
| -------------------------------------------- | ------- |
| США Hot Rock & Alternative Songs (Billboard) | 58      |

## Сертификации
| Регион                                                                      | Сертификация | Продажи |
| --------------------------------------------------------------------------- | ------------ | ------- |
| Австралия (ARIA)                                                            | Золотой      | 35 000  |
| Бразилия (ABPD)                                                             | Золотой      | 20 000  |
| Данные о продажах + прослушиваниях приведены только на основе сертификации. |              |         |